# Matt Bloom
Matthew Jason "Matt" Bloom (Peabody, 14 de novembro de 1972) é um ex-lutador de wrestling profissional estadunidense, que atualmente trabalha para a WWE como treinador no Centro de Performance. De 1997 a 2004 e 2012 e 2014, Bloom lutou na World Wrestling Federation/Entertainment como Prince Albert, Albert, Tensai e A-Train. Durante esse período, ele foi uma vez Campeão Intercontinental da WWF. Após deixar a WWE, Bloom, usando o nome Giant Bernard, começou a lutar na New Japan Pro Wrestling, onde se tornou Campeão de Duplas da IWGP, mantendo o título por tempo recorde com Karl Anderson, em uma dupla chamada Bad Intentions. Bernard e Anderson também foram Campeões de Duplas da GHC na Pro Wrestling Noah.

## Início
Bloom estudou na Peabody High School, onde jogou futebol americano, corrida, basquetebol e beisebol. Bloom também estudou na Universidade de Pittsburgh, jogando futebol como offensive tackle e offensive guard.
Bloom se formou em 1996, com um grau em língua de sinais. Após formatura, Bloom jogou, por um curto período, futebol na National Football League pelos San Diego Chargers. Ele passou a ensinar matemática e inglês para crianças com problemas de comportamento e surdas na Revere High School. Após presentear seus três melhores alunos com ingressos para um evento de luta profissional, Bloom, que queria ser um lutador quando criança, conheceu o lutador e treinador Killer Kowalski, expressando desejo em aprender a luta. Bloom passou a ser treinado por Kowalski e deixou de lecionar.

## Carreira na luta profissional

### Estreia (1997—1999)
Bloom lutou pela primeira vez em 1997, enfrentando Tim McNeany. Ele lutou como Baldo, personagem criado pelo árbitro Freddy Sparta. Ele iria ao ringue vestindo um casaco de pele.
Após ser apresentado ao recrutador Tom Prichard por George Steele, Bloom foi contratado pela World Wrestling Federation (WWF). Após receber treinamento suplementar de Dory Funk, Jr., Bloom foi enviado ao território de desenvolvimento Power Pro Wrestling em Memphis, Tennessee, onde lutou como Baldo. Enquanto na PPW, Bloom ganhou o Campeonato Young Guns e o Campeonato dos Pesos-Pesados, além de manter uma rivalidade com Jerry Lawler.

### World Wrestling Federation / Entertainment (1999—2004)

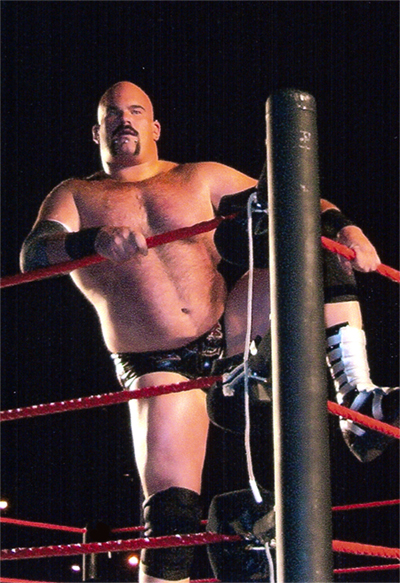
Bloom como A-Train

Bloom estreou na WWF em 11 de abril de 1999, no Sunday Night Heat, salvando Droz de um ataque de Big Bossman. Bloom passou a usar o nome de Prince Albert, tatuador pessoal de Droz e, juntos, formaram um trio com Key por pouco tempo. Droz e Albert continuaram a lutar em dupla até Droz foi paralisado em um acidente durante uma luta com D-Lo Brown em outubro de 1999. Albert passou a se aliar a Big Bossman. Os dois se separaram após a estreia de Bull Buchanan, que formou uma dupla com Big Bossman.
Em março de 2000, Bloom, agora chamado apenas de Albert, foi recrutado por Trish Stratus para formar uma dupla com Test conhecida como T & A. Os dois competiram na divisão de duplas durante 2000, enfrentando equipes como os Dudley Boyz e os Acolytes. Em dezembro de 2000, o time se separou quando Albert atacou Test sob ordens de Stephanie McMahon-Helmsley.
Em 2001, Albert formou um grupo chamado X-Factor com Justin Credible e X-Pac. Em 28 de junho, ele derrotou Kane com a ajuda de Diamond Dallas Page para conquistar o Campeonato Intercontinental, seu primeiro título na WWF. Ele perdeu o título para Lance Storm em 23 de julho, após diversas interferências. Em julho, Credible deixou o X-Factor e se uniu a The Alliance. Albert e X-Pac continuaram X-Factor como uma dupla até novembro, quando X-Pac se lesionou.
No fim de 2001, Albert foi apelidado de "The Hip Hop Hippo" ao se alisar a Scotty 2 Hotty. Com a divisão em Raw e SmackDown!, Albert e Scotty foram designados para o SmackDown!. Eles se separaram em 4 de abril de 2002, quando Albert atacou Scotty após eles falharem em derrotar Billy e Chuck pelo Campeonato de Duplas.
Subsequentemente, ele passou a lutar no Velocity até dezembro de 2002, quando se aliou a Paul Heyman e Big Show, com Heyman o persuadindo a mudar o nome para A-Train e trocar sua roupa de luta. Por isso, a plateia lhe gritava "barbeie suas costas" devido ao seu corpo peludo. A-Train e Big Show foram derrotados por The Undertaker no WrestleMania XIX. No SummerSlam, Undertaker derrotou A-Train. Ele enfrentou Chris Benoit no No Mercy e, no Survivor Series, estava no time de Brock Lesnar. Ele competiu na luta Royal Rumble de 2004, sendo eliminado por Benoit. A-Train foi transferido para o Raw em 22 de março de 2004, fazendo sua estreia em 7 de junho.  Duas semanas depois, ele se lesionou. Em 1 de novembro, ele foi demitido da WWE.

### All Japan Pro Wrestling (2005—2006)
Em março de 2005, Bloom passou a lutar na promoção japonesa All Japan Pro Wrestling, adorando o nome Giant Bernard em referência ao lutador Brute Bernard. Ele se aliaria ao grupo Voodoo Murders com Chuck Palumbo e Johnny Stamboli. Em 18 de outubro de 2005, Bernard foi derrotado por Satoshi Kojima em uma luta pelo Campeonato da Tríplice Coroa.

### New Japan Pro Wrestling (2006—2012)

#### Diversas rivalidades (2006–2009)
Em janeiro de 2006, Bloom deixou a AJPW e foi contratado pela promoção rival, New Japan Pro Wrestling. Em abril de 2006, ele derrotou Yuji Nagata na final do New Japan Cup de 2006. Como resultado, ele ganhou uma chance pelo Campeonato dos Pesos-Pesados da IWGP. Ele foi derrotado pelo campeão Brock Lesnar em 3 de maio de 2006.
Em julho de 2006, após a vacância do Campeonato dos Pesos-Pesados da IWGP por Lesnar, Bloom participou de um torneio pelo título, sendo derrotado por Hiroshi Tanahashi na final. Em agosto de 2006, Bloom participou do torneio G1 Climax, sendo derrotado por Hiroyoshi Tenzan nas semifinais.
Em 11 de março de 2007, em Nagoya, Bloom e Travis Tomko derrotaram Manabu Nakanishi e Takao Ōmori para conquistar o Campeonato de Duplas da IWGP. Eles perderam o título em 17 de fevereiro de 2008, para Togi Makabe e Toru Yano. Após Tomko deixar a NJPW para trabalhar na Total Nonstop Action Wrestling unicamente, Bernard aliou-se ao ex-lutador da World Championship Wrestling Rick Fuller. Em 5 de setembro de 2008, Bernard e Fuller traíram Shinsuke Nakamura e Hirooki Goto para se aliar ao grupo Great Bash Heel de Makabe.

#### Bad Intentions (2009—2012)

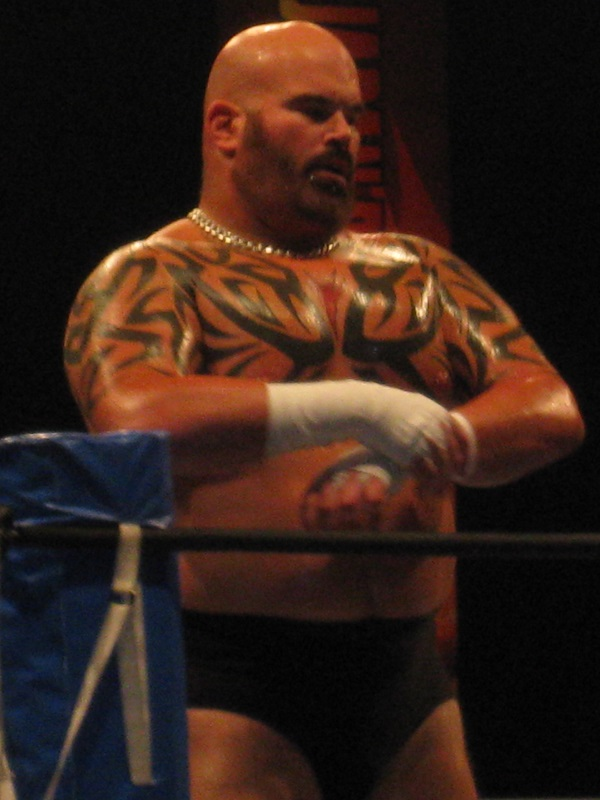
Bloom como Giant Bernard em fevereiro de 2012

Em 2009, após trair Togi Makabe, Bernard e o resto da GBH deixaram o grupo para se unir a Shinsuke Nakamura e formar a CHAOS. Bernard formou a dupla Bad Intentions com Karl Anderson, outro membros da CHAOS. Os dois ganharam a G1 Tag League daquele ano ao derrotar Apollo 55 (Prince Devitt e Ryusuke Taguchi) na final do torneio em 1 de novembro. Eles desafiaram Team 3D (Brother Ray e Brother Devon) pelo Campeonato de Duplas da IWGP, mas a dupla acabou em contagem dupla. Em abril de 2010, Bernard e Anderson deixaram a CHAOS após o grupo lhes trair.
Durante o acordo de trabalho entre a NJPW e a Consejo Mundial de Lucha Libre (CMLL), Bloom fez sua primeira turnê pelo México em maio de 2010, com ele e Anderson vencendo seis lutas de duas quedas antes de perder a luta final da turnê, em 11 de junho, por desqualificação. Ao retornar ao Japão, Bernard e Anderson derrotaram Seigigun (Yuji Nagata e Wataru Inoue) e No Limit (Tetsuya Naito e Yujiro Takahashi) em uma luta de eliminação para conquistar o Campeonato de Duplas da IWGP em 19 de junho. Bad Intentions defendeu o título pela primeira vez em 19 de julho, derrotando Seigigun e No Limit em uma "Dogfight". No final de outubro, Bad Intentions participou do torneio G1 Tag League de 2010, onde, após três vitórias e duas derrotas, terminaram em segundo lugar em seu bloco. Na semifinal, em 7 de novembro, foram derrotados por Yuji Nagata e Wataru Inoue. Em 4 de janeiro de 2011 no Wrestle Kingdom V in Tokyo Dome, Bad Intentions defendeu o título contra Beer Money, Inc. (James Storm e Robert Roode) e Muscle Orchestra (Manabu Nakanishi e Strong Man). Em 3 de maio, Bad Intentions derrotou No Limit em sua sétima defesa de título, quebrando o recorde de maior número de defesas de Hiroyoshi Tenzan e Masahiro Chono.
Bad Intentions fez sua oitava defesa em 18 de junho contra os lutadores da Pro Wrestling Noah Takuma Sano e Yoshihiro Takayama, no processo ganhando, também, o Campeonato de Duplas da GHC. Após a luta final do evento, Bernard desafiou Hiroshi Tanahashi pelo Campeonato dos Pesos-Pesados da IWGP. Tanahashi disse que aceitaria o desafio se Bad Intentions derrotasse ele e o homem que ele acabara de derrotar Hirooki Goto, em uma defesa de título pelo Campeonato de Duplas da IWGP. On July 3 Bernard and Anderson successfully defended the IWGP Tag Team Championship against Tanahashi and Goto. Ao vencer, Bernard conquistou o direito de enfrentar Tanahashi pelo título. Em 18 de julho, Bernard foi derrotado por Tanahashi.
Em 23 de julho, Bad Intentions fez uma aparição na Pro Wrestling Noah, defendendo o Campeonato de Duplas da GHC contra Takeshi Morishima e Yutaka Yoshie. Em 9 de setembro, Bad Intentions se tornou a dupla com mais tempo como Campeã de Duplas da IWGP, quebrando o recorde anterior de 446 dias de Hiroyoshi Tenzan e Masahiro Chono em 2003. Bad Intentions defendeu o título da GHC pela segunda vez em 31 de outubro, derrotando Go Shiozaki e Shuhei Taniguchi em um evento da Pro Wrestling Noah. Durante a G1 Tag League de 2011 da New Japan, Bad Intentions sofreu sua primeira derrota em um ano, sendo derrotados por Complete Players (Masato Tanaka e Yujiro Takahashi), mas conseguiram vencer suas próximas quatro lutas e avançar à semifinal do torneio. Em 6 de novembro, após derrotar Billion Powers (Hirooki Goto e Hiroshi Tanahashi), Bad Intentions foi derrotada na final por Suzukigun (Minoru Suzuki e Lance Archer). Em 12 de novembro, Bad Intentions fez sua décima defesa do Campeonato de Duplas da IWGP contra Archer e Suzuki.
Em 4 de janeiro de 2012, no Wrestle Kingdom VI in Tokyo Dome, Bad Intentions perdeu o Campeonato de Duplas da IWGP para Ten-Koji (Hiroyoshi Tenzan e Satoshi Kojima), encerrando o reinado-recorde de 564 dias. Eles perderam o outro título, o Campeonato de Duplas da GHC, em 22 de janeiro para Akitoshi Saito e Jun Akiyama.

### Retorno à WWE (2012—presente)

#### Tensai (2012—2013)

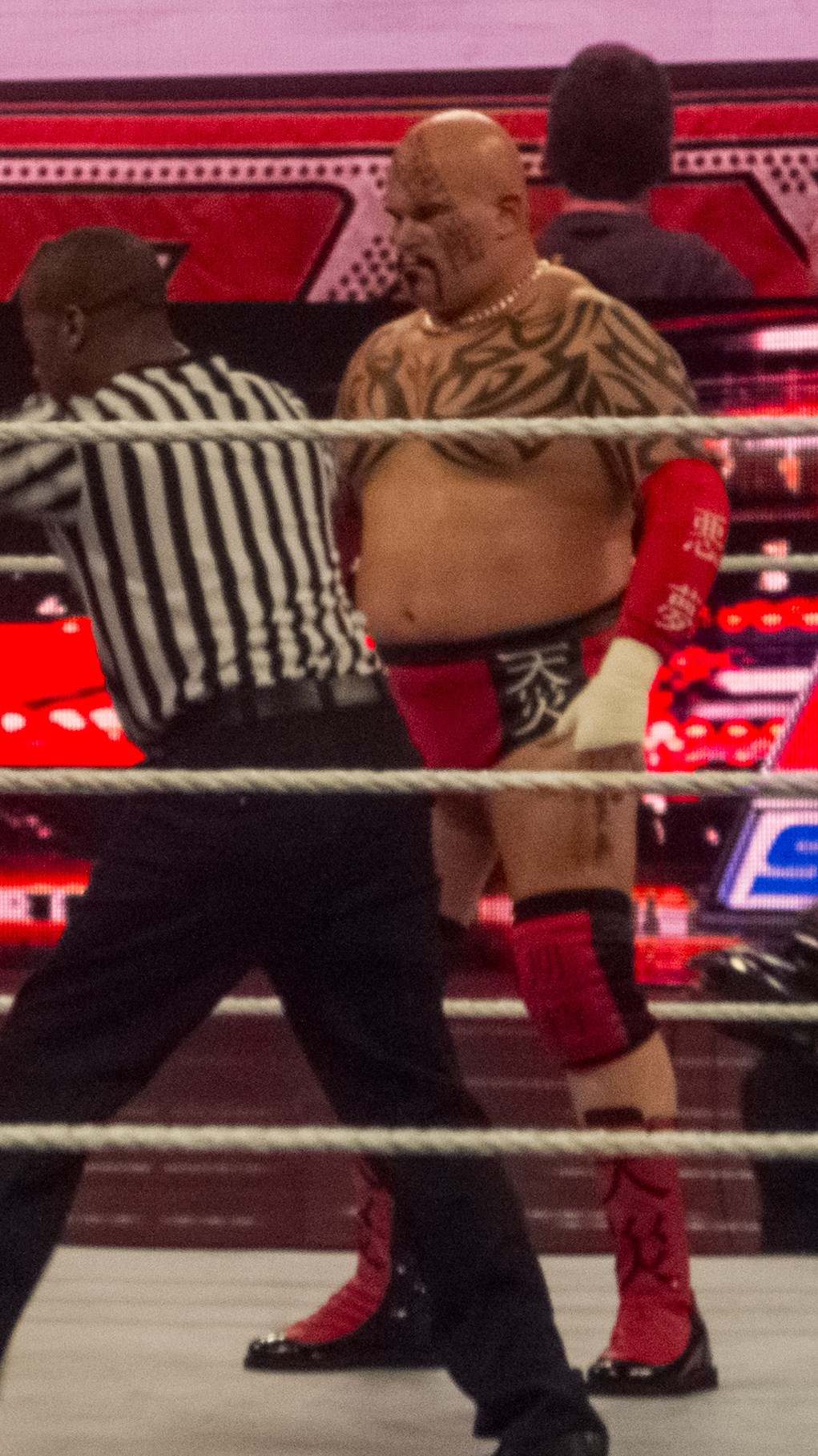
Bloom, como Lord Tensai (mais tarde abreviado apenas para Tensai) fazendo seu retorno à WWE no Raw.

Em 17 de março 2012, foi anunciado que Bloom havia sido recontratado pela WWE. Bloom  publicamente negou o contrato; no entanto, no Raw de 19 de março, ele apareceu em um vídeo promocional como Lord Tensai (天災). No Raw de 2 de abril, Bloom reestreou na WWE como Lord Tensai, acompanhado por seu seguidor Sakamoto, derrotando Alex Riley. Nas semanas seguintes, Tensai conseguiu uma sequência de vitórias contra lutadores menos proeminentes e principais, como John Cena e o Campeão da WWE CM Punk.
No Raw de 21 de maio, Tensai abandonou o "Lord" de seu nome de ringue e sua roupa japonesa durante sua entrada. Após isto, Tensai passou a perder mais frequentemente pelo resto de 2012, começando por derrotas por Cena e pelo Campeão Mundial dos Pesos-Pesados Sheamus. As derrotas levavam Tensai a descontar sua frustração por meio de violentos ataques a Sakamoto, que eventualmente parou de acompanhá-lo ao ringue para suas lutas. No SmackDown de 29 de junho, Tensai derrotou Justin Gabriel para se qualificar para a luta Money in the Bank correspondente ao Campeonato Mundial dos Pesos-Pesados no Money in the Bank, luta vencida por Dolph Ziggler. Pelos próximos três meses, Tensai voltou a ser derrotado constantemente, por lutadores como Tyson Kidd, Sin Cara, Randy Orton e Ryback. Tensai finalmente voltou a vencer no SmackDown de 5 de outubro, derrotando Big Show por desqualificação após interferência de Sheamus. Na semana seguinte, ele foi derrotado por Sheamus. Em 18 de novembro, no Survivor Series, Tensai participou de uma luta de eliminação, sendo o primeiro eliminado de seu time. Em dezembro, Tensai passou a atuar como um ato cômico com Santino Marella, que o chamou de "Fat Albert" antes de derrotá-lo.

#### Tons of Funk (2013)
No Raw de 28 de janeiro, Tensai foi forçado a vestir lingerie e participar de um concurso de dança com Brodus Clay. Dois dias depois, no WWE Main Event, após ser zombado por sua dança e pela lingerie, Tensai derrotou Titus O'Neil. Clay dançou com Tensai após a luta, sinalizando que Tensai estava se tornando um mocinho. Após isso, os dois formaram uma dupla que derrotaria times como Primo e Epico, Heath Slater e Jinder Mahal da 3MB e Team Rhodes Scholars (Cody Rhodes e Damien Sandow), com a última acontecendo no pré-show do Elimination Chamber em 17 de fevereiro. No SmacDown de 22 de março, Tensai e Clay foram derrotados por Team Rhodes Scholars após interferência das Bella Twins. Tensai (apelidade de Sweet T) e Clay anunciaram o nome da dupla como "Tons of Funk" no Main Event de 27 de março, quando acompanharam as Funkadactyls (Cameron e Naomi) em uma derrota contra as Bella Twins. Os dois quartetos iriam se enfrentar no WrestleMania 29, mas a luta foi cortada por falta de tempo. Eles se enfrentaram no Raw da noite seguinte, com Tons of Funk e as Funkadactyls derrotando as Bellas e Team Rhodes Scholars. Após quase um mês sem lutar, Tons of Funk derrotou Primo e Epico no WWE Superstars de 6 de junho. Em 24 de junho, Tensai e Clay enfrentaram The Usos e Drew McIntyre e Jinder Mahal (representando 3MB) em uma luta para definir os desafiantes pelo Campeonato de Duplas da WWE, mas não venceram.
Em novembro de 2013, Clay passou a mostrar-se invejoso pelo sucesso do estreante Xavier Woods. No TLC: Tables, Ladders & Chairs, Tensai e as Funkadactyls abandonaram Clay em uma luta contra Woods após Brodus se recusar a ouvir Tensai. No Raw da noite seguinte, Clay se recusou a participar da luta entre Tons of Funk e Ryback & Curtis Axel, causando a derrota de seu parceiro. Após a luta, Tensai foi atacado por Clay, encerrando a dupla.

## Vida pessoal
Bloom se casou com Farah Louise em 3 de setembro de 2005. Em dado momento, Bloom teve 28 piercings, tendo colocado o primeiro aos 14 anos. Bloom é judeu.

## Outras mídias
Bloom apareceu em diversos vídeo-games sob diversos personagens, como  Prince Albert em WWF Wrestlemania 2000, como Albert em WWF No Mercy, WWF SmackDown!, WWF SmackDown! 2: Know Your Role, WWF SmackDown! Just Bring It, WWE SmackDown! Shut Your Mouth, WWE Raw, e WWE WrestleMania X8, como A-Train em WWE SmackDown! Here Comes The Pain, WWE Raw 2 e WWE SmackDown! vs. Raw, como Giant Bernard em Wrestle Kingdom, Wrestle Kingdom 2, e como Tensai em WWE '13 e WWE 2K14.

## No wrestling
- Movimentos de finalização
  - Como Lord Tensai / Tensai / Jason Albert
    - Clawhold STO – 2012[66]
    - Gomennasai[67] (Running senton)[66]
    - Ichiban[68] (Chokebomb, às vezes enquanto caindo para frente)[5][64][69] – 2012; usado como movimento secundário em 2013–presente

  - Como Giant Bernard
    - Bernard Bomb (Elevated sitout powerbomb)[70]
    - Bernard Driver (Over the shoulder reverse piledriver)[5][71]

  - Como A-Train
    - Derailer (Chokebomb)[5][64]
    - Train Wreck (Overhead gutwrench backbreaker drop)[64][72][73]

  - Como Prince Albert / Albert
    - Argentine neckbreaker
    - Baldo Bomb / Albert Bomb (Chokebomb)[5][64]
    - Sitout military press dropped into a scoop slam piledriver
- Movimentos secundários
  - Asian mist[74] – 2012
  - Bicycle kick[64][73][75][76][77][78] 1999 – 2004
  - Big boot[79]
  - Body avalanche[64][66]
  - Cannonball[80][81]
  - Catapult hangman[64][82]
  - Corner slingshot splash[75][83][84]
  - Delayed double underhook suplex[68][81][83]
  - Elbow drop[69]
  - Múltiplos headbutts ao oponente no córner[85]
  - Monkey flip[86]
  - Nerve hold[69]
  - Sitout double underhook powerbomb[79]
  - Throat thrust[66][86]
  - Ura-nage[80]
- Com Brodus Clay
  - Movimentos de finalização
    - Running Big Splash Duplo[81]

  - Movimentos secundários
    - Aided Snap Swinging Neckbreaker[62]
    - Throat thrust duplo[62]
    - Combinação de Sidewalk slam (Clay) / running elbow drop (Tensai) simultâneos[81]
- Com Karl Anderson
  - Movimentos de finalização
    - Aided snap swinging neckbreaker[87]
    - Giant Gun Stun (Combinação de Flapjack (Bernard) / Gun Stun (Anderson))[27]
- Com Travis Tomko
  - Movimentos de finalização
    - Magic Killer (Aided snap swinging neckbreaker)[87]

- Managers
  - Trish Stratus[88]
  - Bruno Lauer[89]
  - Sable[90]
  - Sakamoto[88][91]

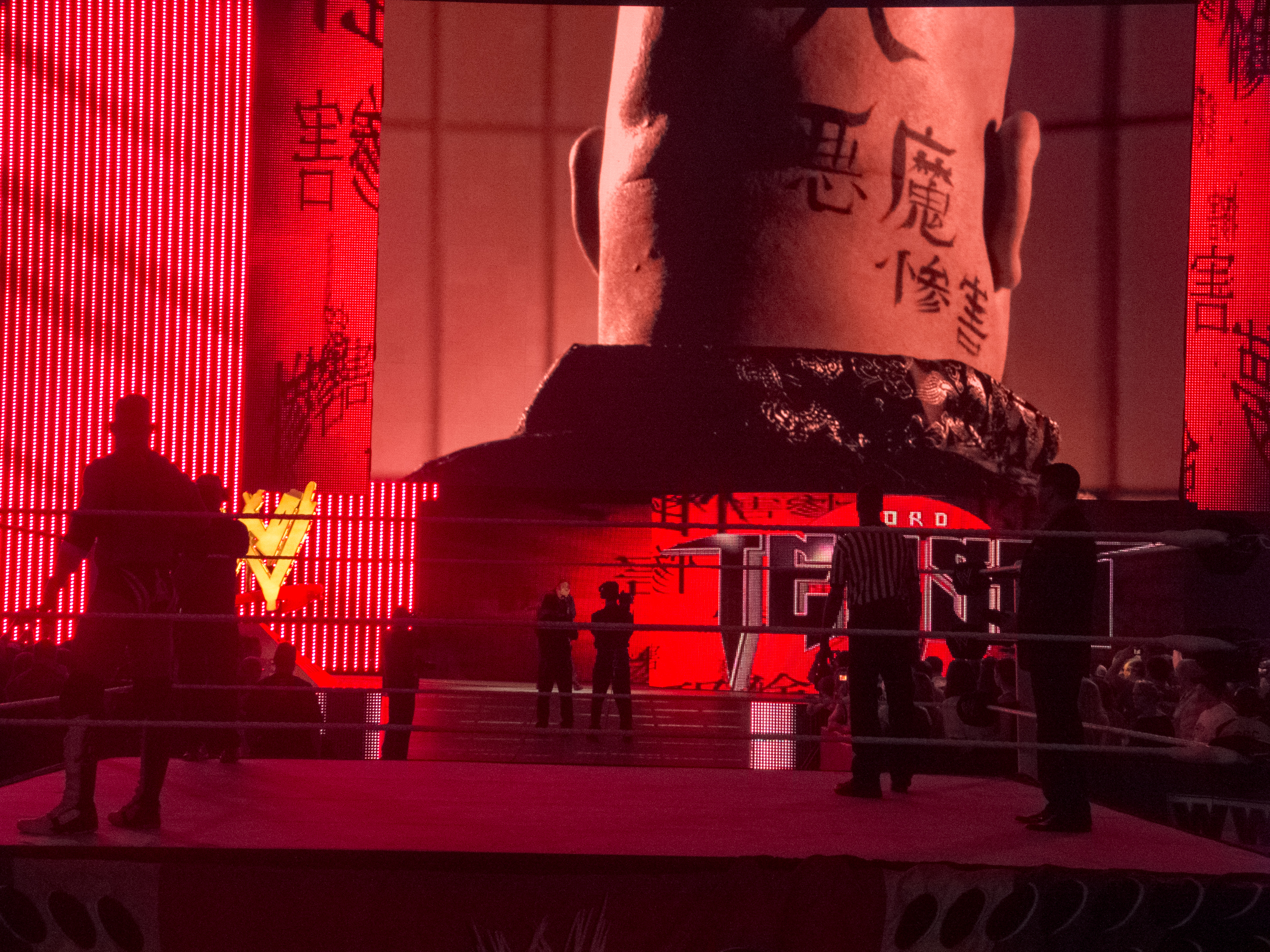
Bloom, como Lord Tensai, realizando sua entrada

  - The Funkadactyls (Cameron e Naomi)[56]
- Alcunhas
  - "The Hip Hop Hippo"[64]
  - "Sweet T"
- Temas de entrada
  - "Shin Nihon Puroresu, Ichiban!" por New Japan Pro Wrestling[92] (NJPW)
  - "Derailer" por Jim Johnston (2003-2004)
  - "Shrine" por Jim Johnston[93] (WWE; 2 de abril de 2012–30 de janeiro de 2013)
  - "Somebody Call My Momma" por Jim Johnston[94] (11 de fevereiro de 2013–presente; enquanto parte do Tons of Funk)

## Títulos e prêmios
- Impact Zone Wrestling
  - IZW Heavyweight Championship (1 vez)[5]
- Elite Xtreme Wrestling
  - EXW Tag Team Championship (1 vez) - com Spanky
- New Japan Pro Wrestling
  - IWGP Tag Team Championship (2 vezes) – com Travis Tomko (1)[5] e Karl Anderson (1)[11]
  - G1 Climax Tag League (2007) – com Travis Tomko
  - G1 Climax Tag League (2009) – com Karl Anderson
  - New Japan Cup (2006)
- Power Pro Wrestling
  - PPW Heavyweight Championship (1 vez)[5]
  - PPW Young Guns Championship (1 vez)[5]
- Pro Wrestling Illustrated
  - PWI o colocou na #53ª posição dos 500 melhores lutadores individuais em 2008[5]
- Pro Wrestling Noah
  - GHC Tag Team Championship (1 vez) – com Karl Anderson[18]
- World Wrestling Federation
  - WWF Intercontinental Championship (1 vez)[5]
- Wrestling Observer Newsletter
  - Dupla do Ano (2011)[95] – com Karl Anderson